# Arondismentul Nogent-le-Rotrou
Arondismentul Nogent-le-Rotrou (în franceză Arrondissement de Nogent-le-Rotrou) este un arondisment din departamentul Eure-et-Loir, regiunea Centre-Val de Loire, Franța.

## Subdiviziuni

### Cantoane
- Cantonul Authon-du-Perche
- Cantonul La Loupe
- Cantonul Nogent-le-Rotrou
- Cantonul Thiron-Gardais

### Comune
| 1. Argenvilliers (28010)                 | 2. Les Autels-Villevillon (28016)       | 3. Authon-du-Perche (28018)        | 4. La Bazoche-Gouet (28027)      |
| 5. Beaumont-les-Autels (28031)           | 6. Belhomert-Guéhouville (28033)        | 7. Brunelles (28063)               | 8. Béthonvilliers (28038)        |
| 9. Champrond-en-Gâtine (28071)           | 10. Champrond-en-Perchet (28072)        | 11. Chapelle-Guillaume (28078)     | 12. Chapelle-Royale (28079)      |
| 13. Charbonnières (28080)                | 14. Chassant (28086)                    | 15. Combres (28105)                | 16. Les Corvées-les-Yys (28109)  |
| 17. Coudray-au-Perche (28111)            | 18. Coudreceau (28112)                  | 19. La Croix-du-Perche (28119)     | 20. Fontaine-Simon (28156)       |
| 21. Frazé (28161)                        | 22. Friaize (28166)                     | 23. Frétigny (28165)               | 24. La Gaudaine (28175)          |
| 25. Happonvilliers (28192)               | 26. La Loupe (28214)                    | 27. Luigny (28219)                 | 28. Manou (28232)                |
| 29. Margon (28236)                       | 30. Marolles-les-Buis (28237)           | 31. Meaucé (28240)                 | 32. Miermaigne (28252)           |
| 33. Montigny-le-Chartif (28261)          | 34. Montireau (28264)                   | 35. Montlandon (28265)             | 36. Moulhard (28273)             |
| 37. Nogent-le-Rotrou (28280)             | 38. Nonvilliers-Grandhoux (28282)       | 39. Saint-Bomer (28327)            | 40. Saint-Denis-d'Authou (28331) |
| 41. Saint-Jean-Pierre-Fixte (28342)      | 42. Saint-Maurice-Saint-Germain (28354) | 43. Saint-Victor-de-Buthon (28362) | 44. Saint-Éliph (28335)          |
| 45. Soizé (28376)                        | 46. Souancé-au-Perche (28378)           | 47. Le Thieulin (28385)            | 48. Thiron-Gardais (28387)       |
| 49. Trizay-Coutretot-Saint-Serge (28395) | 50. Vaupillon (28401)                   | 51. Vichères (28407)               | 52. Les Étilleux (28144)         |